# Morico di Sutri
Morico, noto anche con i nomi di Menco e Maruccio (Spello, XIII secolo – Sutri, 1275), è stato vescovo di Sutri, morto nel 1275.

## Biografia
Non si conosce nulla di Morico prima del 1253, e non è nota nemmeno l'epoca in cui fu eletto vescovo di Sutri.
La prima attestazione storica di questo vescovo risale alla fondazione della comunità francescana di Spello. Nel 1253 il vescovo di Spoleto, Bartolomeo, aveva permesso che i francescani aprissero una loro comunità nella chiesa di Sant'Andrea e l'11 settembre, con atto notarile, i sacerdoti diocesani proprietari dello stabile, d'accordo con il loro vescovo, lo vendettero ai frati. Memoria di questa vendita si trova nella cronaca del convento scritta da fra' Tommaso da Spello, il quale ricorda che, tramite la mediazione di Domno Menco de Hispello, episcopo sutrino et pontificis secretario, fu ottenuta da papa Innocenzo IV l'autorizzazione a questa vendita, concessa il 22 febbraio 1254.. Il vescovo di Sutri occupava dunque un posto di rilievo nella Curia romana, in qualità di segretario del papa; la stessa cronaca ricorda che Menco era zio di fra Morico (o Merico), uno dei francescani fondatori della comunità spellana.
Il vescovo di Sutri fu ancora protagonista delle vicende che portarono le clarisse ad acquisire la chiesa di San Giorgio di Assisi, nel luogo dove oggi si trova la basilica di Santa Chiara. In questa chiesa furono traslate le spoglie di santa Chiara qualche giorno dopo la sua morte, avvenuta l'11 agosto del 1253. Le consorelle chiesero ed ottennero di poter permutare la chiesa di San Damiano, dove la santa era morta, con quella di San Giorgio. L'accordo fu sancito il 1º ottobre 1253 con un lodo, stipulato con un atto di Giovanni da Toledo, cardinale di San Lorenzo in Lucina, e sottoscritto da diversi testimoni, tra cui Dominus Moricus Sutrinus episcopus. Il lodo fu confermato da papa Alessandro IV l'11 marzo 1255.
Il 1º aprile 1254 il vescovo di Sutri ricevette da papa Innocenzo IV l'ordine di recuperare, nella città e nel territorio diocesano, la giurisdizione e tutti i diritti pertinenti alla Chiesa di Roma.
Nel mese di maggio del 1264 Sutri, roccaforte dei guelfi, fu attaccata ed occupata militarmente per un breve periodo da Pietro di Vico, del partito ghibellino di Manfredi di Sicilia. Secondo Nispi-Landi, in quest'occasione il vescovo di Sutri dovette fuggire in esilio.
L'ultima attestazione del vescovo Morico è del 6 settembre 1265, giorno in cui partecipò alla consacrazione della basilica di Santa Chiara, alla presenza di papa Clemente IV, cinque anni dopo la traslazione delle spoglie di santa Chiara.
Durante l'episcopato di Morico sorse una disputa tra il vescovo e i canonici della sua cattedrale, riguardante le chiese di Sant'Eusebio (oggi nel comune di Ronciglione), San Pietro e San Sebastiano, risolta temporaneamente grazie alla mediazione di Pietro, vescovo di Civita Castellana. Tuttavia la questione non fu risolta in via definitiva, poiché il 5 gennaio 1277, durante l'episcopato di Ildiprandino, fu stipulato un nuovo accordo.
Non è nota la data esatta di morte del vescovo Morico. Secondo Ughelli, che cita antichi monumentis Basilicae Vaticanae, un Marucius episcopus Sutrinus morì nel 1275. Questo Maruccio è generalmente identificato con Morico nella bibliografia e negli studi su Sutri e la sua diocesi.